# Miguel Gallardo
Pour les articles homonymes, voir Gallardo.
Miguel Gallardo (né Miguel Ángel Gallardo Paredes en 1955 à Lérida et mort à Barcelone le 21 février 2022) est un auteur de bande dessinée espagnol. Auteur phare de la scène alternative des années 1980 avec Makiko, il s'est ensuite spécialisé dans la bande dessinée autobiographique. María et moi, paru en 2007, lui a valu un certain succès critique.

## Œuvres publiées en français
- Los Craignos mettent les bouts (scénario), avec Juan Mediavilla (dessin), Artefact, 1984.
- « Le jour où mourut Chon Lenon » (scénario), avec Juan Mediavilla (dessin), Antohologie El Víbora, Artefact, coll. « La Tranche », 1985  (ISBN 2-86697-048-9).
- María et moi, Rackham, 2010  (ISBN 978-2-87827-134-8).
- María a 20 ans, Rackham, 2016  (ISBN 978-2-87827-195-9).

## Prix
- 2009 : Prix Haxtur de la meilleure couverture et du « finaliste ayant reçu le plus de votes » pour María et moi